# Irina Spîrlea
Irina Spîrlea (née le 26 mars 1974 à Bucarest) est une joueuse de tennis roumaine, professionnelle dans les années 1990.
Indépendamment de ses bonnes performances sportives, Irina Spîrlea reste célèbre à double titre.
D'abord pour être devenue, à l'occasion des Internationaux de Palerme en 1996, la première joueuse de l'histoire de la WTA à être disqualifiée (pour propos injurieux envers l'arbitre).
Ensuite, pour un incident qui s'est déroulé à l'US Open en 1997. Alors qu'elle affronte Venus Williams en demi-finale, elle se cogne violemment contre son adversaire près de la chaise de l'arbitre, à un changement de côtés. La rencontre est finalement remportée par Venus Williams, au terme d'un tie-break serré au 3e set. Après le match, le père de Williams condamnera le racisme de Spîrlea, selon lui la cause de la collision. En conférence de presse, Spîrlea mettra quant à elle l'accrochage sur le compte de l'arrogance de Williams, laquelle refusait systématiquement de dévier sa trajectoire pour aller s'asseoir. Après avoir éliminé Monica Seles (alors 2e mondiale) en quart, cette demi-finale reste néanmoins sa meilleure performance en simple dans une épreuve du Grand Chelem.
Toujours en 1997, au bénéfice de bons résultats en Grand Chelem (chaque fois au moins un 4e tour) elle se qualifie pour les Masters où elle atteint le dernier carré. Elle conclut la saison au 7e rang mondial, le meilleur de sa carrière.
Pendant ses dix années sur le circuit, Irina Spîrlea a remporté dix tournois, dont quatre en simple.

## Palmarès

### Titres en simple dames
| No | Date       | Nom et lieu du tournoi                     | Catégorie | Dotation  | Surface      | Finaliste      | Score         |          |
| -- | ---------- | ------------------------------------------ | --------- | --------- | ------------ | -------------- | ------------- | -------- |
| 1  | 04/07/1994 | Torneo Internazionale, Palerme             | Tier IV   | 100 000 $ | Terre (ext.) | Brenda Schultz | 6-4, 1-6, 7-6 | Parcours |
| 2  | 10/07/1995 | Torneo Internazionale, Palerme             | Tier IV   | 107 500 $ | Terre (ext.) | Sabine Hack    | 7-6, 6-2      | Parcours |
| 3  | 08/04/1996 | Bausch & Lomb Championships, Amelia Island | Tier II   | 450 000 $ | Terre (ext.) | Mary Pierce    | 6-7, 6-4, 6-3 | Parcours |
| 4  | 18/05/1998 | Internationaux de Strasbourg, Strasbourg   | Tier III  | 200 000 $ | Terre (ext.) | Julie Halard   | 7-6, 6-3      | Parcours |

### Finales en simple dames
| No | Date       | Nom et lieu du tournoi              | Catégorie | Dotation    | Surface         | Vainqueure        | Score         |          |
| -- | ---------- | ----------------------------------- | --------- | ----------- | --------------- | ----------------- | ------------- | -------- |
| 1  | 27/09/1993 | Sapporo Open, Sapporo               | Tier IV   | 100 000 $   | Moquette (int.) | Linda Wild        | 6-4, 6-3      | Parcours |
| 2  | 25/04/1994 | Ilva Trophy, Tarente                | Tier IV   | 100 000 $   | Terre (ext.)    | Julie Halard      | 6-2, 6-3      | Parcours |
| 3  | 02/01/1995 | Danamon Indonesia Open, Jakarta     | Tier III  | 161 250 $   | Dur (ext.)      | Sabine Hack       | 2-6, 7-6, 6-4 | Parcours |
| 4  | 07/03/1997 | State Farm Evert Cup, Indian Wells  | Tier I    | 1 250 000 $ | Dur (ext.)      | Lindsay Davenport | 6-2, 6-1      | Parcours |
| 5  | 30/03/1998 | Family Circle Mag. Cup, Hilton Head | Tier I    | 926 250 $   | Terre (ext.)    | Amanda Coetzer    | 6-3, 6-4      | Parcours |
| 6  | 19/04/1999 | Dreamland Egypt Classic, Le Caire   | Tier III  | 180 000 $   | Terre (ext.)    | Arantxa Sánchez   | 6-1, 6-0      | Parcours |

### Titres en double dames
| No | Date       | Nom et lieu du tournoi         | Catégorie | Dotation  | Surface         | Partenaire        | Finalistes                         | Score         |          |
| -- | ---------- | ------------------------------ | --------- | --------- | --------------- | ----------------- | ---------------------------------- | ------------- | -------- |
| 1  | 25/04/1994 | Ilva Trophy Tarente            | Tier IV   | 100 000 $ | Terre (ext.)    | Noëlle van Lottum | Sandra Cecchini Isabelle Demongeot | 6-3, 2-6, 6-1 | Parcours |
| 2  | 02/01/1995 | Danamon Indonesia Open Jakarta | Tier III  | 161 250 $ | Dur (ext.)      | Claudia Porwik    | Laurence Courtois Nancy Feber      | 6-2, 6-3      | Parcours |
| 3  | 06/05/1996 | Italian Open Rome              | Tier I    | 926 250 $ | Terre (ext.)    | Arantxa Sánchez   | Gigi Fernández Martina Hingis      | 6-4, 3-6, 6-3 | Parcours |
| 4  | 22/02/1999 | Open Gaz de France Paris       | Tier II   | 520 000 $ | Moquette (int.) | Caroline Vis      | Elena Likhovtseva Ai Sugiyama      | 7-5, 3-6, 6-3 | Parcours |
| 5  | 20/09/1999 | SEAT Open Luxembourg           | Tier III  | 180 000 $ | Moquette (int.) | Caroline Vis      | Tina Križan Katarina Srebotnik     | 6-1, 6-2      | Parcours |
| 6  | 25/10/1999 | Generali Open Linz             | Tier II   | 520 000 $ | Moquette (int.) | Caroline Vis      | Tina Križan Larisa Neiland         | 6-4, 6-3      | Parcours |

### Finales en double dames
| No | Date       | Nom et lieu du tournoi                     | Catégorie | Dotation  | Surface         | Vainqueures                          | Partenaire         | Score         |          |
| -- | ---------- | ------------------------------------------ | --------- | --------- | --------------- | ------------------------------------ | ------------------ | ------------- | -------- |
| 1  | 24/04/1995 | Croatian Ladies Open Zagreb                | Tier III  | 161 250 $ | Terre (ext.)    | Mercedes Paz Rene Simpson            | Laura Golarsa      | 7-5, 6-2      | Parcours |
| 2  | 29/01/1996 | Toray Pan Pacific Open Tokyo               | Tier I    | 926 250 $ | Moquette (int.) | Gigi Fernández Natasha Zvereva       | Mariaan de Swardt  | 7-6, 6-3      | Parcours |
| 3  | 04/11/1996 | Bank of the West Classic Oakland           | Tier II   | 450 000 $ | Moquette (int.) | Lindsay Davenport Mary Joe Fernández | Nathalie Tauziat   | 6-1, 6-3      | Parcours |
| 4  | 19/05/1997 | Open Paginas Amarillas Madrid              | Tier III  | 175 000 $ | Terre (ext.)    | Mary Joe Fernández Arantxa Sánchez   | Inés Gorrochategui | 6-3, 6-2      | Parcours |
| 5  | 02/11/1998 | Sparkassen Cup International GP Leipzig    | Tier II   | 450 000 $ | Moquette (int.) | Elena Likhovtseva Ai Sugiyama        | Manon Bollegraf    | 6-3, 6-7, 6-1 | Parcours |
| 6  | 03/01/1999 | Thalgo Hardcourts Championships Gold Coast | Tier III  | 180 000 $ | Dur (ext.)      | Corina Morariu Larisa Neiland        | Kristine Kunce     | 6-3, 6-3      | Parcours |
| 7  | 19/04/1999 | Dreamland Egypt Classic Le Caire           | Tier III  | 180 000 $ | Terre (ext.)    | Laurence Courtois Arantxa Sánchez    | Caroline Vis       | 7-5, 1-6, 7-6 | Parcours |

## Parcours en Grand Chelem

### En simple dames
| Année | Open d'Australie | Open d'Australie     | Internationaux de France | Internationaux de France | Wimbledon       | Wimbledon          | US Open         | US Open           |
| ----- | ---------------- | -------------------- | ------------------------ | ------------------------ | --------------- | ------------------ | --------------- | ----------------- |
| 1992  | -                | -                    | 1er tour (1/64)          | Patricia Hy              | -               | -                  | -               | -                 |
| 1994  | 1er tour (1/64)  | Christina Singer     | 4e tour (1/8)            | Steffi Graf              | 2e tour (1/32)  | Kristine Radford   | 1er tour (1/64) | Anke Huber        |
| 1995  | 4e tour (1/8)    | Conchita Martínez    | 3e tour (1/16)           | Gabriela Sabatini        | 3e tour (1/16)  | Lisa Raymond       | 1er tour (1/64) | Gigi Fernández    |
| 1996  | 2e tour (1/32)   | Sabine Appelmans     | 4e tour (1/8)            | Jana Novotná             | 2e tour (1/32)  | Inés Gorrochategui | 3e tour (1/16)  | Amanda Coetzer    |
| 1997  | 1/4 de finale    | Martina Hingis       | 4e tour (1/8)            | Steffi Graf              | 4e tour (1/8)   | Iva Majoli         | 1/2 finale      | Venus Williams    |
| 1998  | 1er tour (1/64)  | Serena Williams      | 1er tour (1/64)          | Sylvia Plischke          | 4e tour (1/8)   | Jana Novotná       | 4e tour (1/8)   | Jana Novotná      |
| 1999  | 1er tour (1/64)  | Anke Huber           | 3e tour (1/16)           | Arantxa Sánchez          | 1er tour (1/64) | Brie Rippner       | 3e tour (1/16)  | Elena Likhovtseva |
| 2000  | 1er tour (1/64)  | Olga Barabanschikova | 1er tour (1/64)          | Marta Marrero            | 1er tour (1/64) | Silvija Talaja     | -               | -                 |

À droite du résultat, l’ultime adversaire.

### En double dames
| Année | Open d'Australie              | Open d'Australie            | Internationaux de France      | Internationaux de France    | Wimbledon                     | Wimbledon                | US Open                       | US Open                    |
| ----- | ----------------------------- | --------------------------- | ----------------------------- | --------------------------- | ----------------------------- | ------------------------ | ----------------------------- | -------------------------- |
| 1994  | 2e tour (1/16) R. Dragomir    | Elna Reinach J. Strnadová   | 2e tour (1/16) V. Ruano       | Patty Fendick M. McGrath    | 1er tour (1/32) N. van Lottum | Pam Shriver E. Smylie    | 1er tour (1/32) A. Temesvári  | K. Boogert N. Jagerman     |
| 1995  | 3e tour (1/8) Elna Reinach    | G. Fernández N. Zvereva     | 1/4 de finale Elna Reinach    | Nicole Arendt L. Davenport  | 3e tour (1/8) Elna Reinach    | M. McGrath L. Neiland    | 3e tour (1/8) Elna Reinach    | C. Martínez P. Tarabini    |
| 1996  | 3e tour (1/8) Linda Wild      | L. Davenport MJ Fernández   | 1er tour (1/32) Laura Golarsa | E. Smylie Linda Wild        | 3e tour (1/8) K. Boogert      | Jana Novotná A. Sánchez  | 3e tour (1/8) K. Boogert      | Lori McNeil G. Sabatini    |
| 1997  | 1er tour (1/32) K. Boogert    | Debbie Graham K. Radford    | 2e tour (1/16) K. Boogert     | Silvia Farina G. Pizzichini | 2e tour (1/16) K. Boogert     | C. Barclay Clare Wood    | 1er tour (1/32) Gorrochategui | M. Hingis A. Sánchez       |
| 1998  | 1er tour (1/32) Gorrochategui | Park Sung-hee Wang Shi-Ting | 2e tour (1/16) Rita Grande    | Silvia Farina K. Habšudová  | 1er tour (1/32) Gorrochategui | Lori McNeil Chanda Rubin | 3e tour (1/8) Chanda Rubin    | B. Schett P. Schnyder      |
| 1999  | 2e tour (1/16) Caroline Vis   | Nicole Arendt M. Bollegraf  | 1er tour (1/32) Caroline Vis  | Maureen Drake Jessica Steck | 3e tour (1/8) Caroline Vis    | K. Boogert A. Sidot      | 1er tour (1/32) Caroline Vis  | Silvia Farina K. Habšudová |
| 2000  | 2e tour (1/16) Caroline Vis   | Debbie Graham Nana Miyagi   | -                             | -                           | 3e tour (1/8) Caroline Vis    | S. Williams V. Williams  | -                             | -                          |

Sous le résultat, la partenaire ; à droite, l’ultime équipe adverse.

### En double mixte
| Année | Open d'Australie          | Open d'Australie          | Internationaux de France    | Internationaux de France  | Wimbledon                   | Wimbledon               | US Open                     | US Open                 |
| ----- | ------------------------- | ------------------------- | --------------------------- | ------------------------- | --------------------------- | ----------------------- | --------------------------- | ----------------------- |
| 1994  | -                         | -                         | -                           | -                         | 1er tour (1/32) D. Johnson  | B. Schultz Luke Jensen  | -                           | -                       |
| 1995  | -                         | -                         | 2e tour (1/16) Danie Visser | Nicole Arendt Van Emburgh | 2e tour (1/16) Danie Visser | C. Porwik Tom Nijssen   | 1/4 de finale Diego Nargiso | M. McGrath Matt Lucena  |
| 1996  | 1/4 de finale Van Emburgh | Nicole Arendt Luke Jensen | 2e tour (1/16) Van Emburgh  | P. Tarabini Javier Frana  | 1er tour (1/32) Van Emburgh | P. Tarabini Scott Davis | 1er tour (1/16) Libor Pimek | S. Testud Paul Kilderry |
| 1997  | 1/4 de finale D. Johnson  | Lori McNeil Brian MacPhie | 2e tour (1/16) D. Johnson   | P. Tarabini Javier Frana  | -                           | -                       | -                           | -                       |
| 1999  | -                         | -                         | -                           | -                         | -                           | -                       | 2e tour (1/8) D. Orsanic    | L. Neiland Rick Leach   |

Sous le résultat, le partenaire ; à droite, l’ultime équipe adverse.

## Parcours aux Masters

### En simple dames
| # | Date       | Nom de l'édition             | ($)       | Surface         | Résultat       | Ultime adversaire | Score    |          |
| - | ---------- | ---------------------------- | --------- | --------------- | -------------- | ----------------- | -------- | -------- |
| 1 | 18/11/1996 | Chase Championships New York | 2 000 000 | Moquette (int.) | 1er tour (1/8) | Martina Hingis    | 6-2, 6-1 | Parcours |
| 2 | 17/11/1997 | Chase Championships New York | 2 000 000 | Moquette (int.) | 1/2 finale     | Jana Novotná      | 7-6, 6-2 | Parcours |
| 3 | 16/11/1998 | Chase Championships New York | 2 000 000 | Moquette (int.) | 1/2 finale     | Martina Hingis    | 6-2, 7-6 | Parcours |

### En double dames
| # | Date       | Nom de l'édition             | ($)       | Surface         | Résultat      | Partenaire   | Ultimes adversaires            | Score         |          |
| - | ---------- | ---------------------------- | --------- | --------------- | ------------- | ------------ | ------------------------------ | ------------- | -------- |
| 1 | 15/11/1999 | Chase Championships New York | 2 000 000 | Moquette (int.) | 1/4 de finale | Caroline Vis | Larisa Neiland Arantxa Sánchez | 6-3, 3-6, 6-3 | Parcours |

## Parcours aux Jeux olympiques

### En simple dames
| # | Date       | Nom de l'olympiade      | Surface      | Résultat        | Ultime adversaire | Score    |          |
| - | ---------- | ----------------------- | ------------ | --------------- | ----------------- | -------- | -------- |
| 1 | 28/07/1992 | Olympic Games Barcelone | Terre (ext.) | 1er tour (1/32) | Arantxa Sánchez   | 6-1, 6-3 | Parcours |

### En double dames
| # | Date       | Nom de l'olympiade      | Surface      | Résultat        | Partenaire        | Ultimes adversaires           | Score    |          |
| - | ---------- | ----------------------- | ------------ | --------------- | ----------------- | ----------------------------- | -------- | -------- |
| 1 | 28/07/1992 | Olympic Games Barcelone | Terre (ext.) | 1er tour (1/16) | Ruxandra Dragomir | Jana Novotná Andrea Strnadová | 6-1, 6-4 | Parcours |

## Parcours en Coupe de la Fédération
| #                                                                              | Date       | Lieu       | Surface                         | Gagnante(s)                           | Perdante(s)                        | Score         |          |
|                                                                                |            |            |                                 |                                       |                                    |               |          |
| 1991 - 1er tour qualifications (groupe mondial) - Thaïlande - Roumanie - 1 : 2 |            |            |                                 |                                       |                                    |               |          |
| 1                                                                              | 19/07/1991 | Nottingham |                                 | Suvimol Duangchan                     | Irina Spîrlea                      | 6-2, 6-4      | Parcours |
| 1                                                                              | 19/07/1991 | Nottingham | Ruxandra Dragomir Irina Spîrlea | Krisna Summa Tossaporn Summa          | 6-2, 4-6, 6-0                      |               | Parcours |
|                                                                                |            |            |                                 |                                       |                                    |               |          |
| 1991 - 2e tour qualifications (groupe mondial) - Cuba - Roumanie - 0 : 3       |            |            |                                 |                                       |                                    |               |          |
| 2                                                                              | 21/07/1991 | Nottingham |                                 | Irina Spîrlea                         | Rita Pichardo                      | 6-3, 4-6, 6-3 | Parcours |
| 2                                                                              | 21/07/1991 | Nottingham | Loredana Bujor Irina Spîrlea    | Iluminada Concepcion Belkis Rodriguez | 6-2, 6-4                           |               | Parcours |
|                                                                                |            |            |                                 |                                       |                                    |               |          |
| 1991 - 1er tour (groupe mondial) - Finlande - Roumanie - 3 : 0                 |            |            |                                 |                                       |                                    |               |          |
| 3                                                                              | 22/07/1991 | Nottingham |                                 | Petra Thoren                          | Irina Spîrlea                      | 6-2, 6-2      | Parcours |
| 3                                                                              | 22/07/1991 | Nottingham | Anne Aallonen Nanne Dahlman     | Ruxandra Dragomir Irina Spîrlea       | 4-6, 6-2, 6-2                      |               | Parcours |
|                                                                                |            |            |                                 |                                       |                                    |               |          |
| 1991 - Barrage (groupe mondial I) - Portugal - Roumanie - 0 : 2                |            |            |                                 |                                       |                                    |               |          |
| 4                                                                              | 24/07/1991 | Nottingham |                                 | Irina Spîrlea                         | Sofia Prazeres                     | 2-6, 6-1, 6-2 | Parcours |
|                                                                                |            |            |                                 |                                       |                                    |               |          |
| 1992 - 1er tour (groupe mondial) - Autriche - Roumanie - 2 : 1                 |            |            |                                 |                                       |                                    |               |          |
| 5                                                                              | 14/07/1992 | Francfort  | Terre (ext.)                    | Judith Wiesner                        | Irina Spîrlea                      | 6-0, 6-3      | Parcours |
| 5                                                                              | 14/07/1992 | Francfort  | Terre (ext.)                    | Petra Ritter Judith Wiesner           | Ruxandra Dragomir Irina Spîrlea    | 7-5, 6-3      | Parcours |
|                                                                                |            |            |                                 |                                       |                                    |               |          |
| 1992 - Barrage (groupe mondial I) - Bulgarie - Roumanie - 2 : 1                |            |            |                                 |                                       |                                    |               |          |
| 6                                                                              | 16/07/1992 | Francfort  | Terre (ext.)                    | Katerina Maleeva                      | Irina Spîrlea                      | 6-1, 6-0      | Parcours |
| 6                                                                              | 16/07/1992 | Francfort  | Terre (ext.)                    | Ruxandra Dragomir Irina Spîrlea       | Magdalena Maleeva Elena Pampoulova | 7-65, 6-2     | Parcours |

## Classements WTA en fin de saison

### En simple
| Année | 1990 | 1991 | 1992 | 1993 | 1994 | 1995 | 1996 | 1997 | 1998 | 1999 | 2000 |
| Rang  | 310  | 208  | 164  | 63   | 43   | 21   | 10   | 8    | 15   | 35   | 167  |

Source : (en) « Classements de Irina Spîrlea », sur le site officiel du WTA Tour

### En double
| Année | 1990 | 1991 | 1992 | 1993 | 1994 | 1995 | 1996 | 1997 | 1998 | 1999 | 2000 |
| Rang  | 276  | 226  | 172  | 94   | 64   | 24   | 25   | 38   | 33   | 17   | 142  |

Source : (en) « Classements de Irina Spîrlea », sur le site officiel du WTA Tour